# Phymatodes yakuinsularis
Phymatodes yakuinsularis là một loài dương xỉ trong họ Dipteridaceae. Loài này được Tagawa mô tả khoa học đầu tiên năm 1950.
Danh pháp khoa học của loài này chưa được làm sáng tỏ. 